# چیسویک، نیو ساوت ولز
چیسویک (به انگلیسی: Chiswick) یک حومه شهر در استرالیا است که در نیو ساوت ولز واقع شده‌است.